# Campeonato Mundial de Halterofilismo de 1978
O Campeonato Mundial de Halterofilismo de 1978 foi a 52ª edição do campeonato organizado pela Federação Internacional de Halterofilismo (FIH) em Gettysburg, nos Estados Unidos entre 4 a 8 de outubro de 1978. Foram disputadas dez categorias com a presença de 185 halterofilistas de 35 nacionalidades.

## Medalhistas
| Evento    | Ouro                                  | Ouro     | Prata                               | Prata    | Bronze                               | Bronze   |
| 52 kg     | 52 kg                                 | 52 kg    | 52 kg                               | 52 kg    | 52 kg                                | 52 kg    |
| --------- | ------------------------------------- | -------- | ----------------------------------- | -------- | ------------------------------------ | -------- |
| Arranque  | Kanybek Osmonaliyev · União Soviética | 105,0 kg | Tadeusz Golik · Polónia             | 105,0 kg | Francisco Casamayor · Cuba           | 102,5 kg |
| Arremesso | Kanybek Osmonaliyev · União Soviética | 135,0 kg | Tadeusz Golik · Polónia             | 132,5 kg | Masatomo Takeuchi · Japão            | 130,0 kg |
| Total     | Kanybek Osmonaliyev · União Soviética | 240,0 kg | Tadeusz Golik · Polónia             | 237,5 kg | Francisco Casamayor · Cuba           | 230,0 kg |
| 56 kg     |                                       |          |                                     |          |                                      |          |
| Arranque  | Daniel Núñez · Cuba                   | 117,5 kg | Marek Seweryn · Polónia             | 115,0 kg | Stefan Dimitrov · Bulgária           | 110,0 kg |
| Arremesso | Kenkichi Ando · Japão                 | 145,0 kg | Tadeusz Dembończyk · Polónia        | 142,5 kg | Daniel Núñez · Cuba                  | 142,5 kg |
| Total     | Daniel Núñez · Cuba                   | 260,0 kg | Marek Seweryn · Polónia             | 252,5 kg | Kenkichi Ando · Japão                | 252,5 kg |
| 60 kg     |                                       |          |                                     |          |                                      |          |
| Arranque  | István Lénárt · Hungria               | 122,5 kg | László Száraz · Hungria             | 122,5 kg | Tan Hanyong · China                  | 120,0 kg |
| Arremesso | Takashi Saito · Japão                 | 157,5 kg | Marek Sachmaciński · Polónia        | 155,0 kg | Nikolay Kolesnikov · União Soviética | 152,5 kg |
| Total     | Nikolay Kolesnikov · União Soviética  | 270,0 kg | Takashi Saito · Japão               | 267,5 kg | Valentin Todorov · Bulgária          | 267,5 kg |
| 67,5 kg   |                                       |          |                                     |          |                                      |          |
| Arranque  | Mario Villalobo · Cuba                | 135,0 kg | Yanko Rusev · Bulgária              | 135,0 kg | Virgil Dociu · Roménia               | 132,5 kg |
| Arremesso | Yanko Rusev · Bulgária                | 175,0 kg | Zbigniew Kaczmarek · Polónia        | 172,5 kg | Günter Ambraß · Alemanha Oriental    | 170,0 kg |
| Total     | Yanko Rusev · Bulgária                | 310,0 kg | Zbigniew Kaczmarek · Polónia        | 302,5 kg | Günter Ambraß · Alemanha Oriental    | 300,0 kg |
| 75 kg     |                                       |          |                                     |          |                                      |          |
| Arranque  | Roberto Urrutia · Cuba                | 155,0 kg | Julio Echenique · Cuba              | 147,5 kg | Vardan Militosyan · União Soviética  | 147,5 kg |
| Arremesso | Roberto Urrutia · Cuba                | 192,5 kg | Peter Wenzel · Alemanha Oriental    | 190,0 kg | Vardan Militosyan · União Soviética  | 190,0 kg |
| Total     | Roberto Urrutia · Cuba                | 347,5 kg | Vardan Militosyan · União Soviética | 337,5 kg | Peter Wenzel · Alemanha Oriental     | 335,0 kg |
| 82,5 kg   |                                       |          |                                     |          |                                      |          |
| Arranque  | Yurik Vardanyan · União Soviética     | 170,0 kg | Péter Baczakó · Hungria             | 157,5 kg | Paweł Rabczewski · Polónia           | 150,0 kg |
| Arremesso | Yurik Vardanyan · União Soviética     | 207,5 kg | Daniel Zayas · Cuba                 | 195,0 kg | Péter Baczakó · Hungria              | 195,0 kg |
| Total     | Yurik Vardanyan · União Soviética     | 377,5 kg | Péter Baczakó · Hungria             | 352,5 kg | Paweł Rabczewski · Polónia           | 345,0 kg |
| 90 kg     |                                       |          |                                     |          |                                      |          |
| Arranque  | Andon Nikolov · Bulgária              | 170,0 kg | György Rehus-Uzor · Hungria         | 165,0 kg | Ferenc Antalovics · Hungria          | 165,0 kg |
| Arremesso | Rolf Milser · Alemanha Ocidental      | 215,0 kg | Gennady Bessonov · União Soviética  | 210,0 kg | Ferenc Antalovics · Hungria          | 202,5 kg |
| Total     | Rolf Milser · Alemanha Ocidental      | 377,5 kg | Gennady Bessonov · União Soviética  | 375,0 kg | Ferenc Antalovics · Hungria          | 367,5 kg |
| 100 kg    |                                       |          |                                     |          |                                      |          |
| Arranque  | Sergey Arakelov · União Soviética     | 172,5 kg | David Rigert · União Soviética      | 170,0 kg | Manfred Funke · Alemanha Oriental    | 167,5 kg |
| Arremesso | David Rigert · União Soviética        | 220,0 kg | Sergey Arakelov · União Soviética   | 217,5 kg | Anton Baraniak · Tchecoslováquia     | 205,0 kg |
| Total     | David Rigert · União Soviética        | 390,0 kg | Sergey Arakelov · União Soviética   | 390,0 kg | Manfred Funke · Alemanha Oriental    | 367,5 kg |
| 110 kg    |                                       |          |                                     |          |                                      |          |
| Arranque  | Leif Nilsson · Suécia                 | 175,0 kg | Yury Zaitsev · União Soviética      | 172,5 kg | Jürgen Ciezki · Alemanha Oriental    | 170,0 kg |
| Arremesso | Yury Zaitsev · União Soviética        | 230,0 kg | Jürgen Ciezki · Alemanha Oriental   | 215,0 kg | György Szalai · Hungria              | 210,0 kg |
| Total     | Yury Zaitsev · União Soviética        | 402,5 kg | Jürgen Ciezki · Alemanha Oriental   | 385,0 kg | Leif Nilsson · Suécia                | 385,0 kg |
| +110 kg   |                                       |          |                                     |          |                                      |          |
| Arranque  | Sultan Rakhmanov · União Soviética    | 187,5 kg | Hristo Plachkov · Bulgária          | 187,5 kg | Jürgen Heuser · Alemanha Oriental    | 185,0 kg |
| Arremesso | Gerd Bonk · Alemanha Oriental         | 235,0 kg | Jürgen Heuser · Alemanha Oriental   | 232,5 kg | Sultan Rakhmanov · União Soviética   | 230,0 kg |
| Total     | Jürgen Heuser · Alemanha Oriental     | 417,5 kg | Sultan Rakhmanov · União Soviética  | 417,5 kg | Gerd Bonk · Alemanha Oriental        | 410,0 kg |

- — RECORDE MUNDIAL

## Quadro de medalhas
Quadro de medalhas no total combinado
| Ordem | País               | Medalha de ouro | Medalha de prata | Medalha de bronze | Total |
| ----- | ------------------ | --------------- | ---------------- | ----------------- | ----- |
| 1     | União Soviética    | 5               | 4                | 0                 | 9     |
| 2     | Cuba               | 2               | 0                | 1                 | 3     |
| 3     | Alemanha Oriental  | 1               | 1                | 4                 | 6     |
| 4     | Bulgária           | 1               | 0                | 1                 | 2     |
| 5     | Alemanha Ocidental | 1               | 0                | 0                 | 1     |
| 6     | Polónia            | 0               | 3                | 1                 | 4     |
| 7     | Hungria            | 0               | 1                | 1                 | 2     |
| 7     | Japão              | 0               | 1                | 1                 | 2     |
| 9     | Suécia             | 0               | 0                | 1                 | 1     |
| Total | Total              | 10              | 10               | 10                | 30    |

Quadro de medalhas nos levantamentos + total combinado
| Ordem | País               | Medalha de ouro | Medalha de prata | Medalha de bronze | Total |
| ----- | ------------------ | --------------- | ---------------- | ----------------- | ----- |
| 1     | União Soviética    | 13              | 8                | 4                 | 25    |
| 2     | Cuba               | 6               | 2                | 3                 | 11    |
| 3     | Bulgária           | 3               | 2                | 2                 | 7     |
| 4     | Alemanha Oriental  | 2               | 4                | 8                 | 14    |
| 5     | Japão              | 2               | 1                | 2                 | 5     |
| 6     | Alemanha Ocidental | 2               | 0                | 0                 | 2     |
| 7     | Hungria            | 1               | 4                | 5                 | 10    |
| 8     | Suécia             | 1               | 0                | 1                 | 2     |
| 9     | Polónia            | 0               | 9                | 2                 | 11    |
| 10    | China              | 0               | 0                | 1                 | 1     |
| 10    | Tchecoslováquia    | 0               | 0                | 1                 | 1     |
| 10    | Roménia            | 0               | 0                | 1                 | 1     |
| Total | Total              | 30              | 30               | 30                | 90    |